# سواد

نقشهٔ جهانی: میزان باسوادی بزرگسالان و نرخ سواد بر حسب کشور در سال ۲۰۱۵ (اطلاعات‌نامه جهان ۲۰۱۵) (سفید) = بدون داده)

شمار بی‌سوادی جهان از ۱۹۷۰ تا ۲۰۱۵ به نصف رسید.

در تعریفِ سنّتی سواد، توانایی خواندن و نوشتن است یا توانایی به‌کاربردن زبان برای خواندن، نوشتن، گوش‌دادن و سخن‌گفتن ولی در مفهومِ نوین این واژه به سطحی از خواندن و نوشتن گفته می‌شود که برای ارتباط کافی است. سطحی که یک فرد بتواند مفهوم را بفهمَد و انگاره‌ها و اندیشه‌هایش را تا جایی که در آن جامعه سهیم باشد، بتواند بیان کند. سازمان آموزشی، علمی و فرهنگی سازمان ملل متحد (یونسکو UNESCO) تعریف زیر را ارائه داده است: «باسوادی: توانایی شناخت، درک، تفسیر، ساخت، برقراری ارتباط و محاسبه در استفاده از مواردِ چاپ‌شده و نوشته‌شده مربوط به زمینه‌های گوناگون است. باسوادی زنجیره آموزشی را که توانایی رسیدن به اهداف، توسعهٔ دانش، پتانسیل و شرکتی کامل را در جامعه‌ای بزرگتر دربردارد، برای یک فرد فراهم می‌کند.»

## اقتصاد
بسیاری از تحلیل‌هایِ سیاسی نرخ باسوادی در هر منطقه را اندازه‌ای قاطع برای سرمایهٔ انسانی آن می‌دانند. ادعا می‌شود که افراد باسواد (که بیشتر جایگاه اجتماعی بالاتری دارند و از سلامتی و چشم‌انداز کاری بهتری برخوردار هستند) را بسیار ارزان‌تر از افراد بی‌سواد می‌توان تربیت کرد.

## تاریخ
شواهد تاریخی: حکایت از آن دارند که عرب جاهلی در برخی مناطق کاملاً از نعمتِ سواد بی بهره بوده و در جاهایی مثل مکّه نیز بهره ای بسیار اندک داشته است. بعضی از تاریخ نویسان، تعداد باسوادان مکّه را در آستانهٔ ظهورِ اسلام ۱۷ نفر برشمرده‌اند. در شهر یَثرب نیز در میانِ اوس و خزرج به ندرت فردی با سواد یافت می‌شد و البته وضع یهودیان در این زمینه بهتر بود. در دیگر مناطق نیز وضع بدین منوال بود. بنابر روایتی، محمد (پیامبر خدا) نامه ای برای قبیلهٔ بکربن وائل فرستاد، اما در میانِ این قبیلهٔ بزرگ، کسی که قادر به خواندن آن باشد، یافت نشد! البته در مناطقِ جنوب که از مظاهر تمدّنی برخوردار بود، دانش و سواد رواجِ بیشتری داشت.
در اروپا، پیش از انقلاب صنعتی که هنوز کاغذِ ارزان و کتاب فراوان وجود نداشت (و در میانهٔ سدهٔ ۱۹ در آموزشگاه‌ها توزیع شد) تنها درصدِ کمی از جمعیت این کشورها باسواد بودند. به دلیل تأکید برای یادگیری خواندن متن عربی قرآن، در ۱۲ قرنِ گذشته بسیاری از مسلمانان از سطح بالایی از سواد برخوردار بوده‌اند. در اروپا، از سدهٔ ۵ تا ۱۵ میلادی، جمعیت یهودیان باسواد نسبت به جمعیت مسیحیان باسواد بیشتر بوده است.

## باسوادی در ایران
تاریخ باسوادی در ایران
آمار کلی نرخ باسوادی در ایران طی سال‌های ۱۳۳۵–۱۳۹۰
سال ۱۳۳۵: ۱۵٪
سال ۱۳۴۵: ۲۸٪
سال ۱۳۵۵: ۴۷٪
سال ۱۳۶۵: ۶۱٪
سال ۱۳۷۵: ۷۵٪
سال ۱۳۸۵: ۸۴٪
سال ۱۳۹۰: ۹۱٪
طبق آمار سالِ ۱۴۰۲، نرخ باسوادی در ایران به ۹۷٪ رسیده است که باسوادترین استان ایران مازندران با حدود ۹۹٪ است.

## آموزش سواد
سوادشماری مهارتِ زیر را شامل می‌شود:
- آگاهیِ نواشناسی.
- آگاهی رمزگشایی.
- آگاهی روانی.
- آگاهی دریافت و واژگان.

چیره‌دستی در هر یک از این مهارت‌ها، برای دانش‌آموزان لازم است تا خوانندگانی زبردَست (ماهر) شوند.